# Antonio Villegas (Fußballspieler)
Antonio Villegas, auch bekannt unter dem Spitznamen Gura, war ein mexikanischer Fußballspieler auf der Position eines Stürmers.

## Laufbahn
In der Amateurepoche des mexikanischen Fußballsports spielte Villegas in den 1930er-Jahren (zumindest zwischen 1932 und 1937) für den Club Nacional de Guadalajara in der Liga de Occidente.
In den frühen 1940er-Jahren spielte Villegas (spätestens ab der Saison 1941/42) für die von der Moctezuma-Brauerei unterhaltene Union Deportiva Moctezuma de Orizaba zunächst in der ebenfalls noch offiziell auf Amateurstatus betriebenen Liga Mayor. Mit dieser Mannschaft ging Villegas als erster Sieger nach Einführung des Profifußballs in Mexiko in die Geschichte ein, als der im Anschluss an die Punktspielrunde ausgetragene Pokalwettbewerb der Saison 1942/43 gewonnen wurde. Auf dem Weg zu diesem Triumph steuerte Villegas insgesamt drei Treffer bei; darunter je einen beim 3:1-Sieg im Halbfinale gegen den Stadtrivalen A.D.O. und im Finale beim 5:3-Sieg gegen den CF Atlante. Als die Liga Mayor in eine Profiliga umgewandelt wurde, spielte er noch zwei Jahre für Moctezuma und erzielte in den Spielzeiten 1943/44 und 1944/45 insgesamt 15 Tore. Seine wahrscheinlich letzte Spielzeit im Profifußball verbrachte er in der Saison 1945/46 beim Club Deportivo Guadalajara, für den er noch einen Treffer in der Punktspielrunde erzielte.